# 兵庫県道457号高雄有年横尾線
兵庫県道457号高雄有年横尾線（ひょうごけんどう457ごう たかおうねよこおせん）は、兵庫県赤穂市を通る一般県道である。

## 概要
赤穂市高雄から赤穂市有年横尾に至る。

### 路線データ
- 起点：赤穂市高雄（高雄交差点、兵庫県道・岡山県道90号赤穂佐伯線交点）
- 終点：赤穂市有年横尾（有年駅前交差点、国道2号・兵庫県道450号野桑有年停車場線交点）
- 総延長：4.652 km

## 路線状況

### 道路施設

#### 橋梁
- 高雄橋（千種川、赤穂市）

## 地理

### 通過する自治体
- 赤穂市

### 交差する道路
| 交差する道路                          | 交差する場所 | 交差する場所          |
| ------------------------------------- | ------------ | --------------------- |
| 兵庫県道・岡山県道90号赤穂佐伯線      | 高雄         | 高雄交差点 / 起点     |
| 兵庫県道525号周世有年原線             | 周世         |                       |
| 兵庫県道459号周世尾崎線               | 周世         |                       |
| 国道2号 兵庫県道450号野桑有年停車場線 | 有年横尾     | 有年駅前交差点 / 終点 |

### 交差する鉄道
- 山陽新幹線

### 沿線
- 赤穂市立高雄小学校
- 赤穂警察署 高雄駐在所
- 千種川
- 専念寺
- JR西日本山陽本線 有年駅